# 鄒宗夔
鄒宗夔（？年—1799年）。山東牟平縣（今山東牟平區）人。清朝將領。

## 生平
乾隆丁酉武舉，乾隆四十五年（1780年）庚子恩科武進士，曾官湖北都司。嘉慶四年（1799年），隨征大金川，二月八日，在櫻桃嶺閻王鼻陣亡。世襲雲騎尉。民國《牟平縣志》有傳。